# Блайх, Яков Дов
Яков (Янкл) Дов Блайх (англ. Jacob Dov Bleich; род. 19 октября 1964 года, Бруклин, Нью-Йорк) — еврейский религиозный и общественный деятель, глава Объединения иудейских религиозных организаций Украины. Главный раввин иудеев Киева и Украины — ортодоксальных верующих.

## Биография
Потомок выходцев из Тернопольщины на Украине. В 1984—1986 годах учился в ешиве Карлин-Столин в Иерусалиме.
В 1989 году переехал с семьёй на Украину. В 1990 году назначен раввином в синагогу Киевской иудейской религиозной общины. За короткое время провел значительную работу по возрождению в Киеве традиций иудейской религии, добился создания духовных и светских еврейских учебных заведений, которые с тех пор курирует.
В 1992 году основал Объединение иудейских религиозных организаций Украины.
Награждён орденом «За заслуги» III степени (сентябрь 1999).
С 1996 года является членом исполнительного комитета Всемирного еврейского конгресса. С 2001 года — вице-президент Европейского совета еврейских общин, вице-президент Европейского еврейского конгресса, член Постоянного комитета Конференции европейских раввинов.
В 2005 году окончил бизнес-школу Гарвардского университета по специальности «Управление негосударственными неприбыльными организациями».
С 2017 года член Наблюдательного совета Мемориального центра Холокоста «Бабий Яр».

### Главный раввин Украины
Между 1990 и 1992 годами был признан главным раввином ортодоксальных иудеев Киева и Украины. Формального его избрания не было.
В 2005 году хабадник Моше Асман был избран «главным раввином Украины» от Всеукраинского конгресса иудейских религиозных общин.   Большинство раввинов Украины назвали избрание Асмана нелегитимным. Однако Моше Асман, активно осуждающий вторжение России в Украину, закрепил своё положение главного раввина страны. При этом аналогичный титул продолжает носить и активно вовлечённый в дела Украины Блайх.
В СМИ происходящее рассматривается как многолетняя борьба за влияние между еврейскими лидерами. С другой стороны, журналист Шимон Бриман подчёркивает, что таким образом проявляется свойственный Украине плюрализм. Подобные конфликты, определяющие, в том числе, источники доходов, не были редкостью в истории еврейских общин постсоветского пространства.

### Внутриобщинный конфликт
В 2018 году произошёл конфликт внутри общины Якова Блайха. Раввин Иегошуа Бризель (ивр. יהושע בריזל‎) в письме, обращённом к Конференции европейских раввинов, сообщил, что карлин-столинская община больше не признаёт Якова Блайха. В сторону последнего прозвучало слово «херем» — исключение порицаемого еврея из общины. Однако через 2 года он снова овладел зданием синагоги на Подоле.

### Дальнейшая деятельность
Позже вновь возглавил иудейскую общину Большой хоральной синагоги на Подоле, которая вернула в своё подчинение первую еврейскую школу и детский сад на Украине, где организовал в 2021 году сбор средств на ремонт школы. При общине также действует открытый в 2007 году центр еврейского образование им. Шифрина, молодёжная программа, первый на Украине еврейский детский лагерь в Песковке, мацепекарня, отель, в помещении которого действуют миквэ (ритуальный бассейн), кошерные пиццерия и ресторан.
Член Всеукраинского совета Церквей и Религиозных организаций, который возглавлял в 2018—2019 годах.
Я. Д. Блайх совместно с Святославом (Шевчуком) и Епифанием (Думенко) провели молебен по членам ОУН на еврейском кладбище Самбора, что было встречено критикой: увековеченные солдаты причастны к еврейским погромам. Поддерживает закон о запрете деятельности УПЦ (МП) в Украине.
В 2021 году принял участие в сборе подписей Мемориальным центром Холокоста «Бабий Яр» на поддержку проекта.

### Личная жизнь
Женат на Бэши Видгер с 1987 года. Отец восьмерых детей.